# Fair Lawn (New Jersey)
Fair Lawn borough az USA New Jersey államában, Bergen megyében. Lakosainak száma 34 927 fő (2020. április 1.).

## Népesség
A település népességének változása:
| Lakosok száma | 756  | 1178 | 5990 | 9107 | 23 885 | 37 975 | 32 229 | 30 548 | 32 457 | 34 927 |
|               | 1900 | 1910 | 1930 | 1940 | 1950   | 1970   | 1980   | 1990   | 2010   | 2020   |